# Svjetionik Otočić Trstenik
Svjetionik Otočić Trstenik je svjetionik na otočiću Trstenik, istočno od otoka Cresa.